# Sacomar
Sacomar ist ein Hafen an der Namibe-Bucht im Município (Verwaltungskreis) von Moçâmedes im Südwesten von Angola.
Der Hafen ist durch eine Eisenbahnlinie mit der Stadt Menongue und durch Fernstraßen mit dem Rest des Landes sowie den Nachbarländern Namibia und Sambia verbunden. In 7 km Entfernung befindet sich der Aeroporto Internacional Weliwítschia Mirabilis.
Sacomar wurde zwischen 1967 und 1968 von den Portugiesen gebaut, um das Eisenerz aus den Bergwerken von Cassinga in der Provinz Huíla zu verschiffen. Er war 8 Jahre lang in Betrieb und erreichte 1973 ein Exportvolumen von 6,2 Millionen Tonnen. Danach wurden der Bergbau aufgrund des Bürgerkriegs aufgegeben und der Eisenerzexport eingestellt. Gegenwärtig wird er als Umschlagterminal für Treibstoffe und Schmieröle an einem Kai von 525 m Länge mit einem Tiefgang von 19 m genutzt. Es werden im Durchschnitt monatlich 25.000 Tonnen dieser Güter umgeschlagen. Der Hafen kann ohne meeresbedingte Beschränkungen angelaufen werden. Ein japanischer Konzern hat zu Beginn des Jahres 2019 den Auftrag übernommen, Sacomar für die Eisenerzverschiffung wieder instand zu setzen. Das Projekt wird von Japan finanziert und soll in drei Jahren abgeschlossen sein.